# Asmúnia

Expansão dos domínios Mamicônios. Asmúnia está ao centro

Arsamúnia (em latim: Arsamunia; em armênio: Արշամունիք; romaniz.: Aršamunik’) ou Asmúnia (Asmunia; Աշմունիք, Ašmunik’[a]), segundo a Geografia de Ananias de Siracena (século VII), foi um gavar (cantão) da província de Turuberânia, no Reino da Armênia. Segundo Robert Hewsen, seu nome indica que pertenceu originalmente aos descendentes do rei de Sofena Arsames I (r. 260–228 a.C.). Tornar-se-ia apanágio dos Mandacúnios, mas no século V foi incorporado pelos Mamicônios. Antes de 591, Asmúnia avizinhava Mardália; depois dessa data, a fronteira cruzava o lago de Vã.
Arsamúnia fazia fronteira a oeste com Corzianena e Astianena. Arsamúnia compreendia uma área de 2 180 quilômetros quadrados centrada no vale do rio Biveracã (atual Bingol) e em torno das nascentes do rio Quineque (atual Goneque), na planície de Carova. Ocupava toda a depressão ao sul do monte Bingol e estava centrado na cidade de Varte; a cidade de Eressa e a vila de Zaquenote também pertenciam ao cantão. Em 591, o imperador Maurício recebeu vastas porções da Armênia sassânida em compensação da ajuda militar prestada ao xainxá Cosroes II (r. 590–628). Todos os distrito que compunham Turuberânia foram incluídos na província recém-fundada da Armênia Interior.